# قلعه سلین
قلعه سلین مربوط به دوران‌های تاریخی پس از اسلام است و در شهرستان سروآباد، بخش اورامان تخت، روستای سلین واقع شده و این اثر در تاریخ ۱۹ مرداد ۱۳۸۴ با شمارهٔ ثبت ۱۲۸۰۶ به‌عنوان یکی از آثار ملی ایران به ثبت رسیده است.